# 牡鹿諸島
牡鹿諸島（おしかしょとう）は、宮城県北東部に位置する牡鹿半島周辺の島嶼群。全て旧牡鹿郡に属するが、現在は石巻市と牡鹿郡女川町に所属する自治体が分かれる。

## 概要
牡鹿半島の周囲に点在しており、島々は低平で、周囲には海食崖が発達している。

## 主な島
有人島は5島ある（太字）。離島振興法の指定年も付記。

### 女川町内
- 出島（いずしま） 1957年（昭和32年）[1]
- 笠貝島（かさがいじま） 無人島
- 江島（えのしま） 1957年（昭和32年）[1]
- 足島（あしじま） 無人島

### 石巻市内
（旧牡鹿町に属した島）
- 金華山（きんかさん）[注 1]
- 網地島（あじしま） 1955年（昭和30年）[1]

（旧石巻市に属した島）
- 田代島（たしろじま） 1957年（昭和32年）[1]
- 小出島（こでじま） 無人島
- 弁天島（べんてんじま） 無人島